# Didascalies (maison d'édition)
Pour les articles homonymes, voir Didascalie.
Didascalies est le nom d'une maison d'édition créée par Marc Liebens et Michèle Fabien ; elle est liée à l'Ensemble Théâtral Mobile à Bruxelles.  Elle avait pour thème la réflexion théorique sur le théâtre en Belgique et a aussi abordé la photographie.
Le premier numéro est paru en 1981.